# Molophilus howensis
Molophilus howensis är en tvåvingeart som beskrevs av Günther Theischinger 1994. Molophilus howensis ingår i släktet Molophilus och familjen småharkrankar. Inga underarter finns listade i Catalogue of Life.